# Daróc (szövet)
A daróc a cigája vagy racka festetlen gyapjából készült szövet, gyapjúposztó, amelyből régen kabátfélét, felsőruhát készítették.

## Története
A  daróc szó eredete ismeretlen.
A szó először 1349-ben fordult elő, de nem világos, hogy anyag vagy ruha értelemben említették-e. 
1493-ban szürke posztó jelentésben fordult elő először. Ruha értelemben 1560-ból van róla az első biztos adat. 
Az írásos említésekben szokmány, kankószűr, zeke, condra kacagány neveken említették a belőle készült ruházatot.
A  daróc név Erdélyben általános, bár vannak rá alföldi, szegedi és bihari adatok is.
Anyaga a Székelyföldön a cedele-, condra-, daróc-, harisnya- vagy zekeposztó-nak nevezett négynyüstös, ványolt posztó, melyeknek színe szürke, barna, fehér vagy fekete, ez jórészt a juhok gyapjának természetes színe is.
Régen házilag készült, majd később leginkább kisiparilag állították elő. Kötése a legegyszerűbb vászon- vagy sávolykötés, csinozása pedig kallózás és préselés. E szövetek felülete is nemezült s ezért vízhatlanok.
Szabásában a daróc a szűrhöz hasonlít, de jóval kisebb annál, mivel egyenes, varrás nélkül forduló válla, oldaltoldása van, valamint az ujjak beillesztésének módja és az egész ruha derékszögűsége miatt is.
A darócot a szűrtől elejének rézsútos csukása is megkülönbözteti. Ez a rézsútos csukás a magyar öltözetben régi keleti elem.
A darócot régen nyakba vetve, panyókán viselték, és a nyaknál szíjjal erősítették össze.
Kitűnő minőségű darócot gyártottak Erdélyben: Brassóban, Nagyszebenben, Segesváron, Pinkafőn is, de daróckészítéssel foglalkoztak például a Bihar megyei Alsófeketevölgy lakói is. A leghíresebb daróc, a brassói Kenyeres Janó féle daróc volt.